# 研究修士
研究修士（けんきゅうしゅうし、Magister PhilosophiaeまたはPhilosophiae Magister、MPhil）は大学院の学位の一つ。修士号と博士号の中間に位置する。主に研究を中心とした修士号であり、講義を受けつつも、指導教員の下で論文プロジェクトを進め、学会で発表することに重点が置かれている。必要な授業の受講と1～2年間の独自の研究を終えた大学院生に授与される場合が多いほか、博士号（Ph.D.）の取得候補者に授与することで、博士号の「仮授与」とする場合もある。
ほとんどのアメリカの大学は研究修士を授与していないが、特定の状況下で授与する大学も存在する。イェール大学、コロンビア大学、ニューヨーク大学、ジョージ・ワシントン大学、ニュースクール大学、ニューヨーク市立大学大学院センターなど一部の機関では、博士号候補者が必要な授業と資格試験を完了したが、博士論文を完成させていない場合、あるいは論文の公聴会を終えていない場合などに授与することがある    。これにより、論文未修者（博士論文執筆以外の全ての課程を終えた者）のステータスを形式的なものとする。そのため、研究修士号の授与にあたっては論文の計画を説明することが必要になる場合がある。一方、ミシガン大学、ペンシルベニア大学などでは 、様々な分野の大学院の上級学位として、独立したMPhilを授与している。